# هلنا راکوچزی
هلنا راکوچزی (به انگلیسی: Helena Rakoczy) ژیمناست زادهٔ ۲۳ دسامبر ۱۹۲۱ میلادی اهل کشور لهستان است.